# Руска идеја
„Руска идеја“ (рус. Русская идея) је скуп концепата који изражавају историјску посебност, посебну позваност и глобалну сврху руског народа и, шире гледано, руске државе. Руска идеја је добила изразиту важност након распада Совјетског Савеза и духовног вакума који је уследио након догађаја везаних за распад СССР.
Руски филозоф Арсениј Гулига је 2003. године написао: „Руска идеја данас пре свега звучи као позив на национални препород и очување овог материјалног и духовног препорода Русије. Руска идеја је данас актуелна као и увек, јер је човечанство (и не само Русија) дошло до ивице провалије. [...] Руска идеја је део свељудске хришћанске идеје уређене у термине модерне дијалектике“.

## Историја
Претпоставља се да се руска идеја формирала у 16. веку и да је изражена у идеји православне хришћанске монархије (идеја да је Москва Трећи Рим од стране Филотеја Псковског). У исто време, извор руске идеје је наводно настао у јеврејском месијанизму.
Питање посебности Русије и вокације руског народа и државе први је поставио филозоф Петар Чадајев, али на ово питање није дао позитиван одговор. Словенофили су предложили Чадајеву сопствене верзије одговора (са критиком западњаштва и апологијом православног хришћанства).
Сам термин „руска идеја“ увео је Фјодор Достојевски 1860. године  и постао је познат у иностранству након извештаја под називом „L'Idée russe“ који је дао филозоф Владимир Соловјов у Паризу 1888. Руски филозоф Арсениј Гулига је написао: „Верзија руске идеје Достојевског је концепт универзалног морала који има патриотску форму. 
Термин су широко користили руски филозофи као што су Јевгениј Николајевич Трубецкој, Василиј Розанов, Вјачеслав Иванович Иванов, Семјон Франк, Георгиј Федотов, Лев Платонович Карсавин . У свом најисправнијем облику, концепт „руске идеје“ је дефинисан кроз идеје филозофа и мислилаца с почетка 20. века, као што су Николај Берђајев, Владимир Соловјов, Иван Иљин, Николај Данилевски, али и савремени мислиоци попут Виктора Владимировича Аксјутича., Арсенија Гулага и Александра Солжењицина. Њихови радови истичу значај овог концепта, његов „цементирајући“ квалитет за руски народ. Савремени руски писац Виктор Пелевин има своје виђење идеје, а у свом најпотпунијем облику овај поглед је детаљно приказан у његовом роману Генерација „П“ .
Руска идеја, по мишљењу присталица концепта, изражава „Божји план за Русију“, односно свету и, често, есхатолошку мисију руског народа и државе. Руска идеја садржи у себи идеју о томе да су руски народ и држава „богоносац“. Овом чињеницом је наглашена универзалност и соборност руске идеје. Присталице руске идеје снажно верују да Русија има глобалну сврху и да је важна за свеукупно хришћанско спасење.
Неки мислиоци (Александр Лвович Јанов, 1988) сматрају да иза руске идеје крију скривене геополитичке амбиције, заједно са идеологијом руског великодржавног шовинизма и империјализма. Насупрот ставовима сличним Јановљевом и чланку из Коммуниста, Арсениј Гулига је написао да није чудо што се ставови антикомуниста и посткомуниста поклапају, јер „у оба случаја постоји жеља да се оклевета духовна историја Русије“.
Постоји мишљење да главна противречност између руске идеје и Запада лежи у домену односа између друштва и државе. Док је на Западу историјски представљен принцип „држава за људе“, руски принцип је „људи уједињени, живе и жртвују се за веће добро“. Неки примећују да је сакрални статус државе био карактеристична особина и совјетског и царског периода руске историје.